# Ayaka Miyoshi
Ayaka Miyoshi (Kawagoe, 18 giugno 1996) è un'attrice, modella e cantante giapponese, dall'aprile 2010 al 2012 membro del gruppo giapponese Sakura Gakuin.
È stata protagonista di svariati film, tra cui Dance with Me (film 2019) e  Knuckle Girl (2023).

## Riconoscimenti
- 67° Mainichi Film Award 2013 — Sponichi Grand Prix Newcomer Award (per Gumo Ebian!)[1]
- 35° Yokohama Film Festival 2014 - Premio come miglior esordiente (per Tabidachi no Uta: Jugo no Haru e Gumo Ebian!)[2]